# Tau7 Serpentis
Tau7 Serpentis (τ7 Ser / 22 Serpentis) es un sistema estelar de magnitud aparente +5,80 en la constelación de Serpens.
Comparte la denominación de Bayer «Tau» con otras siete estrellas —véase Tau Serpentis— y es, entre ellas, la segunda más cercana a nosotros después de Tau5 Serpentis.
Se encuentra a 173 años luz del sistema solar.
La estrella primaria de Tau7 Serpentis es una estrella blanca de tipo espectral A2m. 
La «m» indica que es una estrella con líneas metálicas cuyo espectro muestra líneas de absorción fuertes de algunos metales.
ε Serpentis —en esta misma constelación— y la brillante Sirio A son ejemplos de esta clase de estrellas.
Con una temperatura efectiva de 7809 ± 136 K, Tau7 Serpentis tiene un radio un 82% más grande que el radio solar.
Gira sobre sí misma con una velocidad de rotación proyectada de 68 km/s.
Su masa es alrededor de un 70% mayor que la masa solar y tiene una edad aproximada de 700 millones de años.
Muchas estrellas Am habitualmente forman parte de un sistema binario.
Asimismo, la elevada luminosidad de Tau7 Serpentis en rayos X —181 × 1020 W— también sugería la presencia de una compañera estelar.
Así, en 2011 se descubrió su duplicidad, siendo la estrella secundaria 7,3 magnitudes menos brillante que Tau7 Serpentis.
La separación visual entre las dos estrellas es de 2,3 segundos de arco.
La compañera estelar es una enana roja de tipo M-tardío.